# Vilalba (kommun)
Vilalba är en kommun i Spanien. Den ligger i provinsen Lugo i den autonoma regionen Galicien i nordvästra delen av landet, 500 km nordväst om huvudstaden Madrid. Antalet invånare är 13 787 (2024). Arean är 380,76 kvadratkilometer.